# Festival di Cannes 1984
La 37ª edizione del Festival di Cannes si è svolta a Cannes dall'11 al 23 maggio 1984.
La giuria presieduta dall'attore britannico Dirk Bogarde ha assegnato la Palma d'oro per il miglior film a Paris, Texas di Wim Wenders.

## Selezione ufficiale

### Concorso
- Viaggio a Cytera (Taxidi sta Kythira), regia di Theodoros Angelopoulos (Grecia/Italia/Gran Bretagna/Germania)
- Enrico IV, regia di Marco Bellocchio (Italia)
- Bayan ko: Kapit sa patalim, regia di Lino Brocka (Filippine/Francia)
- I santi innocenti (Los santos inocentes), regia di Mario Camus (Spagna)
- Quilombo, regia di Carlos Diegues (Brasile/Francia)
- La Pirate, regia di Jacques Doillon (Francia)
- Il Bounty (The Bounty), regia di Roger Donaldson (USA)
- Dges game utenebia, regia di Lana Gogoberidze (Unione Sovietica)
- Dove sognano le formiche verdi (Wo die grünen Ameisen träumen), regia di Werner Herzog (Germania/Australia)
- Sotto il vulcano (Under the Volcano), regia di John Huston (USA/Messico)
- Another Country - La scelta (Another Country), regia di Marek Kanievska (Gran Bretagna)
- Diario per i miei figli (Napló gyermekeimnek), regia di Márta Mészáros (Ungheria)
- Cal, regia di Pat O'Connor (Gran Bretagna)
- La casa e il mondo (Ghare-Baire), regia di Satyajit Ray (India)
- Il successo è la miglior vendetta (Success Is the Best Revenge), regia di Jerzy Skolimowski (Francia/Gran Bretagna)
- Una domenica in campagna (Un dimanche à la campagne), regia di Bertrand Tavernier (Francia)
- L'elemento del crimine (Forbrydelsens element), regia di Lars von Trier (Danimarca)
- Vigil, regia di Vincent Ward (Nuova Zelanda)
- Paris, Texas, regia di Wim Wenders (Francia/Germania)

### Fuori concorso
- Broadway Danny Rose, regia di Woody Allen (USA)
- Dopo la prova (Efter repetitionen), regia di Ingmar Bergman (Svezia)
- Fort Saganne, regia di Alain Corneau (Francia)
- Beat Street, regia di Stan Lathan (USA)
- C'era una volta in America (Once Upon a Time In America), regia di Sergio Leone (Italia/USA)
- Choose Me - Prendimi (Choose Me), regia di Alan Rudolph (USA)

### Un Certain Regard
- Un poeta nel cinema: Andrej Tarkovskij, regia di Donatella Baglivo (Italia)
- Man of Flowers, regia di Paul Cox (Australia)
- De weg naar Bresson, regia di Leo De Boer, Jurriën Rood (Paesi Bassi)
- De Grens, regia di Leon De Winter (Paesi Bassi)
- Le tartuffe, regia di Gérard Depardieu (Francia)
- Mária-nap, regia di Judit Elek (Ungheria)
- Feroce! (Feroz), regia di Manuel Gutiérrez Aragón (Spagna)
- Where is Parsifal?, regia di Henri Helman (Gran Bretagna/USA)
- Abel Gance et son Napoléon, regia di Nelly Kaplan (Francia)
- Moul Le Ya Moul Le Ya, regia di Lee Doo-Yong
- Le Jour S..., regia di Jean Pierre Lefebvre (Canada)
- El Norte, regia di Gregory Nava (USA)
- Cóndores no entierran todos los días, regia di Francisco Norden (Colombia)
- Khandhar, regia di Mrinal Sen (India)

## Settimana internazionale della critica
- Argie, regia di Jorge Blanco (Argentina/Francia)
- Boy Meets Girl, regia di Léos Carax (Francia)
- Smärtgränsen, regia di Agneta Elers-Jarleman (Svezia)
- István, a király, regia di Gábor Koltay (Ungheria)
- Maya Miriga, regia di Nirad N. Mahapatra (India)
- Ahlam el Madina, regia di Mohamed Malas (Siria)
- Kanakerbraut, regia di Uwe Schrader (Germania)
- Bless Their Little Hearts, regia di Billy Woodberry (USA)

## Quinzaine des Réalisateurs
- Die Erben, regia di Walter Bannert (Austria)
- Raffl, regia di Christian Berger (Austria)
- Vendetta (The Hit), regia di Stephen Frears (Gran Bretagna)
- Variety, regia di Bette Gordon (Gran Bretagna/Germania/USA)
- I bostoniani (The Bostonians), regia di James Ivory (Gran Bretagna/USA)
- Stranger than Paradise, regia di Jim Jarmusch (USA)
- Atómstöðin, regia di Þorsteinn Jónsson (Islanda)
- Les années de rêves, regia di Jean-Claude Labrecque (Canada)
- Sista leken, regia di Jon Lindström (Svezia/Finlandia)
- Ting bu liao de ai, regia di Michael Mak (Hong Kong)
- La casa de agua, regia di Jacobo Penzo (Venezuela)
- Memórias do cárcere, regia di Nelson Pereira dos Santos (Brasile)
- Flight to Berlin, regia di Christopher Petit (Germania/Gran Bretagna)
- Orinoko, nuevo mundo, regia di Diego Rísquez (Venezuela)
- Nunca Fomos Tão Felizes, regia di Murilo Salles (Brasile)
- Old Enough, regia di Marisa Silver (USA)
- Epílogo, regia di Gonzalo Suárez (Spagna)
- Revanche, regia di Nikos Vergitsis (Grecia)
- Eszkimó asszony fázik, regia di János Xantus (Ungheria)

## Giurie

### Concorso
- Dirk Bogarde, attore (Gran Bretagna) - presidente
- Franco Cristaldi, produttore (Italia)
- Michel Deville, regista (Francia)
- Stanley Donen, regista (USA)
- Istvan Dosai, rappresentante della Cinémathèque
- Arne Hestenes, giornalista (Norvegia)
- Isabelle Huppert, attrice (Francia)
- Ennio Morricone, compositore (Italia)
- Jorge Semprún, scrittore (Spagna)
- Vadim Jusov, direttore della fotografia (Unione Sovietica)

### Caméra d'or
- Mehmet Basutcu, giornalista (Turchia)
- Jose Luis Guarner, giornalista (Spagna)
- Bernard Jubard (Francia)
- Michel Jullien, cinefilo
- Samuel Lachize, critico (Francia)
- Serge Leroy, regista (Francia)
- Fee Vaillant, cinefilo (Germania)

## Palmarès
- Palma d'oro: Paris, Texas, regia di Wim Wenders (Francia/Germania)
- Grand Prix Speciale della Giuria: Diario per i miei figli (Napló gyermekeimnek), regia di Márta Mészáros (Ungheria)
- Premio della giuria:
- Prix d'interprétation féminine: Helen Mirren - Cal, regia di Pat O'Connor (Gran Bretagna)
- Prix d'interprétation masculine: Francisco Rabal e Alfredo Landa - I santi innocenti (Los santos inocentes), regia di Mario Camus (Spagna)
- Prix de la mise en scène: Bertrand Tavernier - Una domenica in campagna (Un dimanche à la campagne) (Francia)
- Prix du scénario: Theodoros Angelopoulos, Tonino Guerra e Thanassis Valtinos - Viaggio a Cytera (Taxidi sta Kythira), regia di Theodoros Angelopoulos (Grecia/Italia/Gran Bretagna/Germania)
- Premio per il contributo artistico: Peter Biziou - Another Country - La scelta (Another Country), regia di Marek Kanievska (Gran Bretagna)
- Grand Prix tecnico: L'elemento del crimine (Forbrydelsens element), regia di Lars von Trier (Danimarca)
- Caméra d'or: Stranger than Paradise, regia di Jim Jarmusch (USA)
- Premio FIPRESCI: Memórias do cárcere, regia di Nelson Pereira dos Santos (Brasile) ex aequo Paris, Texas, regia di Wim Wenders (Francia/Germania) ex aequo Viaggio a Cytera (Taxidi sta Kythira), regia di Theodoros Angelopoulos (Grecia/Italia/Gran Bretagna/Germania)
- Premio della giuria ecumenica: Paris, Texas, regia di Wim Wenders (Francia/Germania)
  - Premio della giuria ecumenica - Menzione speciale: I santi innocenti (Los santos inocentes), regia di Mario Camus (Spagna)